# Ел Верано (Калифорнија)
Ел Верано (енгл. El Verano) насељено је место без административног статуса у америчкој савезној држави Калифорнија.

## Демографија
По попису из 2010. године број становника је 4.123, што је 169 (4,3%) становника више него 2000. године.
| Група             | 2000.         | 2010.         |
| Белци             | 2.829 (71,5%) | 2.345 (56,9%) |
| Афроамериканци    | 12 (0,3%)     | 22 (0,5%)     |
| Азијати           | 54 (1,4%)     | 101 (2,4%)    |
| Хиспаноамериканци | 922 (23,3%)   | 1.559 (37,8%) |
| Укупно            | 3.954         | 4.123         |